# Harpalus faunus
Harpalus faunus är en skalbaggsart som beskrevs av Thomas Say. Harpalus faunus ingår i släktet Harpalus och familjen jordlöpare. Inga underarter finns listade i Catalogue of Life.